# Jakob Missia
Jakob Missia, né Mislej, (né le 30 juin 1838 à Ljutomer  alors en Autriche-Hongrie, et mort le 23 mars 1902 à Goritz) est un cardinal austro-hongrois du XIXe siècle et du début du XXe siècle.

## Biographie
Jakob Missia est professeur et recteur du petit séminaire de Graz et chanoine à Seckau. Il est nommé évêque de Laibach en 1884 et promu à l'archidiocèse de Goritz, alors en Autriche-Hongrie, en 1898.
Le pape Léon XIII le crée cardinal lors du consistoire du 19 juin 1899.